# Síndrome XXYYY
A síndrome 49,XXYYY é uma variação intersexo em que alguém que possui dois cromossomos Y extras e um cromossomo X extra. É uma variação muito rara entre indivíduos do sexo masculino e não possui uma estimativa de raridade.
Aqueles com essa variação tendem a apresentar assimetria facial, microcefalia leve, limitação da supinação nos cotovelos, idade óssea atrasada e deficiência intelectual moderada. Esta variação é frequentemente considerada um subconjunto da síndrome de Klinefelter. Se esses sintomas causarem dificuldades físicas, eles podem ser classificados como pessoas com deficiência física.
Profissionais de medicina analisaram tecidos amostrados para estudos cromossômicos de genitália ambígua externa e gônadas abdominais, consistindo de um ovotestis esquerdo e um testículo primitivo direito, e descobriram que continham células com cromossomos sexuais 46,XX, 47,XXY e 49,XXYYY. Isso implica que aqueles com genitália ambígua ou tecido ovotesticular podem, em alguns casos, ter o material genético para gerar, crescer ou desenvolver uma criança com a síndrome 49,XXYYY, se puderem ovular e/ou produzir esperma.